# Cotesia olenidis
Cotesia olenidis är en stekelart som först beskrevs av Muesebeck 1922.  Cotesia olenidis ingår i släktet Cotesia och familjen bracksteklar. Inga underarter finns listade i Catalogue of Life.